# Găinușa, Argeș
Găinușa este un sat în comuna Săpata din județul Argeș, Muntenia, România.